# Tangled Fates
Tangled Fates è un film muto del 1916 diretto da Travers Vale.

## Produzione
Il film, che in origine era intitolato The Grubstaker, fu prodotto dalla World Film.

## Distribuzione
Il copyright del film, richiesto dalla World Film Corp., fu registrato il 17 maggio 1916 con il numero LU8399.
Distribuito dalla World Film e presentato da William A. Brady, il film uscì nelle sale cinematografiche statunitensi il 22 maggio 1916.